# Вагаси
Вагаси (яп. 和菓子) — традиционные японские десерты. При их создании используются натуральные продукты: бобовые (в основном красная фасоль — адзуки), рис, различные виды батата, агар-агар, каштаны, различные травы и чаи, а также традиционный японский сахар — васанбон.
Вагаси отличаются менее сладким вкусом, чем привычные европейцам сладости. Они даже могут показаться совсем несладкими людям, которые к ним не привыкли.

## Основные разновидности вагаси
- Анко — паста из адзуки — используется как начинка для различных видов вагаси.
  - Ан-пан — выпечка с анко.
- Аманатто — сушеные бобы в сахарной глазури (см. Натто).
- Аммицу — кусочки охлажденного желе из агар-агар с фруктами и сладкой подливкой.
- Амэ — вид карамели, изготовленной из крахмала и сахара.

- Варабимоти — кусочки прозрачного теста, приготовленного из вараби (молодых побегов папоротника). Подаются со сладкой соевой мукой кинако и сиропом из жженого сахара куромицу.

- Дораяки — два круглых бисквита с начинкой из анко;
- Ёкан — пастила из сладковатой бобовой пасты и агар-агар;
- Имагаваяки — жареный пирожок с начинкой из анко;
  - Тайяки — разновидность имагаваяки, изготовленный в форме рыбки;
  - Кастелла — японский бисквит;
- Карукан;
- Кинкато — сахарная карамель;
- Кинцуба — жареный пирожок из пресного теста с начинкой из анко;
- Мандзю — пирожки, запечённые в форме, с различной сладкой начинкой;
- Монака — две тонкие хрустящие вафли с начинкой из анко;
- Моти — колобки или лепешки из варёного на пару и толчёного белого риса. Бывают с различными начинками и без них, поджаренные или нет;
  - Ботамоти — моти, снаружи покрытые пастой из фасоли адзуки «анко»;
  - Гюхи — более мягкая разновидность моти. Как правило, готовится из смеси риса и рисовой муки;
  - Дайфуку — основная разновидность моти, начинённые анко;
  - Данго — кусочки моти, нанизанные на деревянные шпажки и политые сиропом;
  - Касивамоти — моти, завернутое в солёный лист дуба;
  - Кусамоти — моти зеленоватого цвета, изготовленное с добавлением японской полыни ёмоги;
  - Сакурамоти — моти, завёрнутое в солёный вишнёвый лист;
  - Юкими дайфуку — бренд мороженого в рисовом тесте;
- Нэрикири — пирожные из белой фасолевой пасты, сахара и гюхи (см. выше) или тертого нагаимо (вид горного ямса);
- Ракуган — твердые конфетки с большим содержанием сахара, используются во время чайной церемонии — см. Чайная церемония;
- Сёгато — засахаренный имбирь;
- Сируко (также дзэндзай) — традиционная новогодняя сладость, суп из сладкой фасоли с кусочками моти;
- Уиро — приготовленные на пару пирожные из рисовой муки и сахара, схожие с моти.

## История Вагаси
В период Яёй (300 год до н. э. — 300 год н. э.) на десерт японцы употребляли в пищу свежие фрукты, ягоды и орехи. Но уже в период Нара (710—794) из Китая вместе с буддизмом проникли технологии обработки риса, и на Японских островах тоже начали изготавливать моти и данго. Правда, в то время они были редким и дорогим лакомством, которое вряд ли мог бы позволить себе среднестатистический японец, так что рисовые пирожки в основном использовались во время религиозных ритуалов. Каноны классических вагаси в большей части сложились именно в эпоху Нара.
На закате эпохи Муромати (1336—1573) японское кондитерское искусство претерпело существенные изменения. Япония вступила в торговые отношения с Португалией и Испанией, которые впоследствии стали для неё источником новых рецептов и ингредиентов. Вагаси сделались значительно разнообразнее и интереснее. В частности, при их изготовлении стал использоваться сахар, что существенно облегчило задачу кондитеров — ранее сладость достигалась за счёт других компонентов, например, фасоли адзуки или сушёных фруктов.
К началу эпохи Эдо (1603—1867) искусство вагаси уже вполне развилось и усовершенствовалось. В больших городах вроде Эдо или Киото изготовители сладостей вовсю конкурировали между собой, а их продукция стала доступной для людей всех сословий. Вагаси той эпохи практически идентичны тем, что выпускаются в Японии сейчас. Помимо прочего, расширилась сфера их употребления: пирожные стали неотъемлемой частью чайной церемонии, распространённым подарком и популярным полдником.
В период Мэйдзи (1868—1912) огромное влияние на вагаси оказали появившиеся в Японии западные сладости. Собственно, само слово «вагаси» — «ва» (яп. 和, Япония) — вошло в лексикон обывателя только в годы Тайсё (1912—1926), чтобы отличить исконно японские сладости от привнесённых из-за границы. Современные вагаси часто сочетают в себе традиционные и западные элементы, но в целом видение кондитерского искусства, безусловно, остается типично японским.